# 안드로이드 오레오
안드로이드 오레오(Android Oreo)는 개발 중에 안드로이드 O로 코드명이 지정되었으며, 안드로이드 모바일 운영체제의 8번째 주요 출시이자 15번째 버전이다.
2017년 3월에 알파 품질 개발자 미리 보기로 처음 공개되었으며, 이후 2017년 8월 21일에 일반에 공개되었다.
알림 채널, 비디오용 픽처 인 픽처 지원, 성능 개선 및 배터리 사용 최적화, 자동 완성 기능 지원, 블루투스 5, VoIP 앱과의 시스템 수준 통합, 넓은 색 영역, 와이파이 어웨어를 포함한 여러 주요 기능을 포함한다. 안드로이드 오레오는 또한 두 가지 주요 플랫폼 기능을 도입한다: 저사양 기기용 운영 체제의 소프트웨어 배포판인 안드로이드 Go와 하드웨어 추상화 계층 구현 지원이다.
2025년 6월 현재, 안드로이드 오레오(2021년 10월부터 보안 업데이트를 받지 않음)는 안드로이드 기기의 1.71%에서 실행되고 있다.

## 역사

안드로이드 오레오 로고

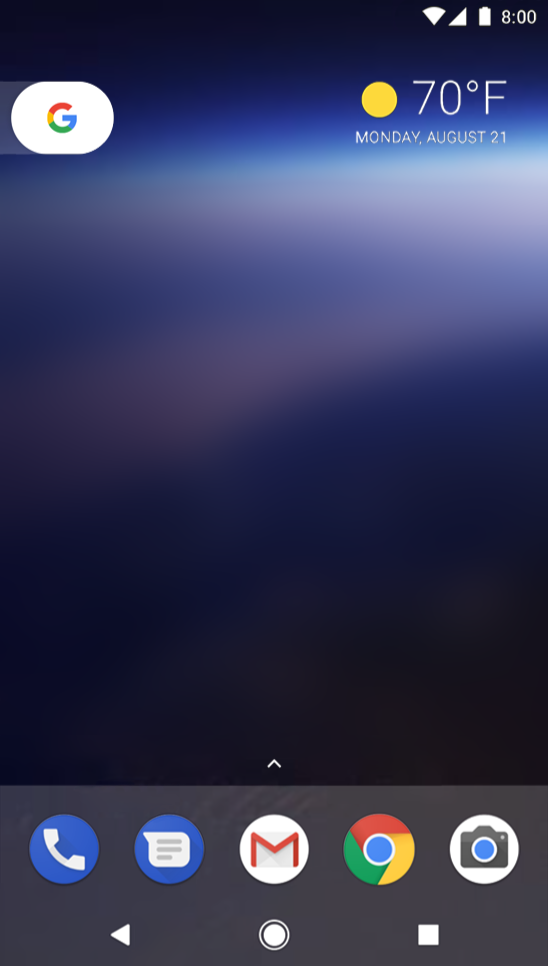
안드로이드 8.0 홈 화면

안드로이드 오레오의 내부 코드명은 "오트밀 쿠키"였다. 2017년 3월 21일, 구글은 안드로이드 "O"의 첫 개발자 미리 보기를 출시했으며, 이 미리 보기는 넥서스 5X, 넥서스 6P, 넥서스 플레이어, 픽셀 C 및 두 가지 픽셀 스마트폰에서 사용 가능했다. 베타 품질로 간주되는 두 번째 미리 보기는 2017년 5월 17일에 출시되었다. 세 번째 개발자 미리 보기는 2017년 6월 8일에 출시되었으며, 최종 API 버전을 제공했다. DP3는 출시 API를 API 레벨 26으로 확정했고, 카메라 UI를 변경하고, 상태 표시줄의 와이파이 및 셀룰러 연결 수준을 와이파이가 왼쪽에 오도록 되돌렸으며, 테마 알림, 설정: 배터리 내 배터리 애니메이션, 시계 앱의 새 아이콘 및 어두운 배경, 앱의 눈물방울 아이콘 모양을 추가했다.
2017년 7월 24일에는 최종 시스템 동작과 최신 버그 수정 및 최적화가 포함된 네 번째 개발자 미리 보기가 출시되었다. 안드로이드 "O"는 2017년 8월 21일에 오레오 샌드위치 쿠키 브랜드를 따서 "오레오"라는 이름으로 공식 출시되었다. 잔디 조각상은 뉴욕 첼시 마켓 건너편의 홍보 행사에서 공개되었는데, 이 건물은 예전에 나비스코 공장이 있던 곳으로 오레오 쿠키가 처음 생산된 곳이다. 호환되는 픽셀 및 넥서스 기기용 공장 이미지는 같은 날 늦게 공개되었다. 소니 엑스페리아 XZ1 및 소니 엑스페리아 XZ1 컴팩트는 오레오가 사전 설치된 최초의 기기였다.
안드로이드 8.1은 2017년 12월 픽셀 및 넥서스 기기용으로 출시되었으며, 사소한 버그 수정 및 사용자 인터페이스 변경 사항이 포함되어 있다.

## 기능

### 사용자 경험
알림은 일시 중지할 수 있으며, "채널"로 알려진 주제 기반 그룹으로 묶을 수 있다. '주요 진행 중' 기능은 알림을 우선순위에 따라 정렬하여 가장 중요한 애플리케이션을 상단에 고정한다. 안드로이드 오레오는 픽처 인 픽처 모드에 대한 통합 지원을 포함한다. "설정" 앱은 크기가 줄어든 새로운 디자인을 특징으로 하며, 흰색 테마와 다양한 설정의 더 깊은 분류를 제공한다. 또한 벨소리, 알람 및 알림 소리 설정에는 사용자 지정 소리를 목록에 추가하는 옵션이 포함되어 있다. 툴팁도 뷰에 설정할 수 있다.
안드로이드 8.1 업데이트는 연결된 블루투스 기기의 배터리 잔량 표시를 지원하고, 알림 창을 약간 반투명하게 만들고, 화면 번인 가능성을 줄이기 위해 화면 내비게이션 키를 어둡게 한다. 알림 소리 또한 각 앱당 초당 한 번으로 제한된다.

### 플랫폼
안드로이드 오레오는 Wi-Fi Aware를 기반으로 하는 와이파이의 Neighborhood Aware Networking(NAN)을 지원하며, 블루투스 5, 앱의 넓은 색 영역, 자동 완성 기능용 API, WebViews용 다중 프로세스 및 Google Browsing 지원, VoIP 앱의 시스템 수준 통합을 허용하는 API, 원격 디스플레이에서 활동 시작 등을 지원한다. 안드로이드 런타임 (ART)은 성능 개선 기능을 특징으로 한다. 안드로이드 오레오는 배터리 수명을 향상시키기 위해 앱의 백그라운드 활동에 추가적인 제한을 포함한다. 앱은 원, 사각형, 스퀘어클과 같이 테마로 지정된 다양한 모양의 컨테이너에 대해 "적응형 아이콘"을 지정할 수 있다.
안드로이드 오레오는 고급 오디오 부호화, AptX, aptX HD 및 LDAC 블루투스 코덱에 대한 기본 지원을 추가한다. 안드로이드 오레오는 유니코드 10 표준에 포함된 새로운 이모지를 지원한다. 새로운 이모지 글꼴도 도입되었는데, 특히 킷캣에 도입된 "블롭" 디자인과 달리 얼굴 이미지를 전통적인 원형 모양으로 재설계했다. 안드로이드 오레오에서 다운로드 가능한 글꼴 지원이 도입되었는데; 이 기능은 AndroidX Core 라이브러리를 통해 이전 안드로이드 버전에서도 사용할 수 있다.
안드로이드의 기본 아키텍처는 기기 하드웨어 지원을 위한 저수준, 공급업체별 코드가 "공급업체 인터페이스"로 알려진 하드웨어 추상화 계층을 사용하여 안드로이드 OS 프레임워크와 분리될 수 있도록 수정되었다. 공급업체 인터페이스는 향후 안드로이드 버전과 전방 호환되어야 한다. Project Treble이라고 불리는 이 새로운 아키텍처는 공급업체가 번들 소프트웨어에 필요한 수정 사항만 만들면 되므로 기기의 안드로이드 업데이트 개발 및 배포를 더 빠르게 할 수 있다. 오레오와 함께 출시되는 모든 기기는 공급업체 인터페이스를 지원해야 하지만, 이전 버전에서 오레오로 업데이트되는 기기에는 이 기능이 선택 사항이다. 안드로이드 7.0에서 도입된 "Seamless updates" 시스템도 업데이트 파일을 먼저 사용자 파티션에 다운로드해야 하는 대신 시스템 파티션에 직접 다운로드하도록 수정되었다. 이렇게 하면 시스템 업데이트에 필요한 저장 공간이 줄어든다.
안드로이드 오레오는 "Rescue Party"로 알려진 새로운 자동 복구 시스템을 도입한다. 운영 체제가 핵심 시스템 구성 요소가 시작 중에 지속적으로 충돌하는 것을 감지하면, 자동으로 일련의 증폭된 복구 단계를 수행한다. 모든 자동 복구 단계가 소진되면 기기는 복구 모드로 재부팅되어 공장 초기화를 수행할 것을 제안한다.
안드로이드 8.1 업데이트는 또한 신경망 API를 도입하는데, 이는 "온디바이스 기계 학습 작업에 대한 하드웨어 가속을 앱에 제공"하도록 설계되었다. 이 API는 텐서플로 라이트와 같은 기계 학습 플랫폼 및 픽셀 2 스마트폰에 탑재되었지만 8.1이 설치될 때까지 비활성화되어 있던 픽셀 비주얼 코어와 같은 특수 코프로세서와 함께 사용하도록 설계되었지만, CPU 폴백 모드도 제공한다.

### 안드로이드 Go
오레오용으로 출시된 저사양 기기용 맞춤형 배포판인 안드로이드 Go가 공개되었다. 이는 1GB 이하의 RAM을 가진 기기를 위한 것이다. 이 모드는 모바일 데이터 사용량 절감을 위해 설계된 플랫폼 최적화(기본적으로 데이터 절약 모드 활성화 포함)와 리소스 및 대역폭 사용량이 적은 특별한 구글 모바일 서비스 제품군을 제공한다. 구글 플레이 스토어 또한 이러한 기기에 적합한 경량 앱을 강조할 것이다. 운영 체제의 인터페이스도 수정되어 빠른 설정 패널에서 배터리, 모바일 데이터 제한 및 사용 가능한 저장 공간에 대한 정보가 더 두드러지게 표시되고, 최근 앱 메뉴는 수정된 레이아웃을 사용하며 4개의 앱으로 제한(RAM 소비 감소를 위함)되고, 모바일 통신사가 안드로이드 설정 메뉴 내에서 데이터 추적 및 충전 기능을 구현할 수 있는 API를 제공한다. 구글 플레이 서비스 또한 메모리 사용량을 줄이기 위해 모듈화되었다.
안드로이드 Go는 안드로이드 13용 OEM에 제공되었다.

### 보안
안드로이드 오레오는 구글 플레이 서비스가 제공하는 여러 보안 기능을 "구글 플레이 프로텍트"라는 포괄적인 이름으로 재브랜딩한다. 여기에는 구글 플레이 스토어 및 사이드로드된 앱의 자동 스캔, 그리고 현재 "내 기기 찾기"로 브랜딩된 안드로이드 디바이스 매니저가 포함된다. 구글 플레이 스토어 외부에서 앱을 설치할 수 있도록 하는 단일 시스템 전체 설정 대신, 이 기능은 이제 개별 앱(예: 아마존 앱스토어 및 F-Droid와 같은 타사 앱 저장소 클라이언트)에 부여할 수 있는 권한으로 구현된다. 확인된 부트에는 "롤백 보호" 기능이 포함되어 있어, 기기를 이전 버전의 안드로이드로 롤백하는 것을 제한하여 잠재적인 도둑이 보안 조치가 없는 이전 버전의 운영 체제를 설치하여 보안 조치를 우회하는 것을 방지한다.

## 같이 보기
- 안드로이드 버전 역사